# 蘭普金 (加利福尼亞州)
蘭普金（英語：Lumpkin）是位於美國加利福尼亞州比尤特縣的一個非建制地區。該地的面積和人口皆未知。

## 地理
蘭普金的座標為39°36′36″N 121°12′32″W / 39.61000°N 121.20889°W，而該地的平均海拔高度為1093米（即3586英尺）。